# Tyralierzy

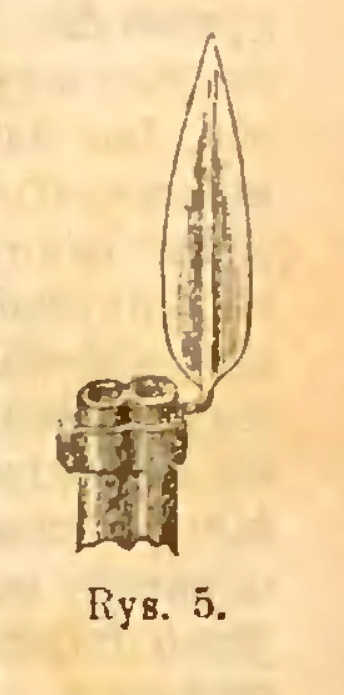
Rysunek Franca von Erlacha przedstawiające mocowanie bagnetu do powstańczej dubeltówki.

Tyralierzy – formacja strzelecka w powstaniu styczniowym, w której żołnierze uzbrojeni byli w broń palną gładkolufową. Tyralierzy pełnili rolę oddziałów „przeciwszturmowych”, powstrzymując natarcia Rosjan na bliskich odległościach.
Wojna krymska wykazała wyższość broni gwintowanej nad gładkolufową i po tej wojnie wiele europejskich krajów dokonywało przezbrojenia, wyposażając się w nowe gwintowane karabiny. Stara wojskowa broń gładkolufowa była wyprzedawana i bardzo często trafiała w ręce powstańców styczniowych. Franz von Erlach w swojej książce wspominał, że u tyralierów w oddziałach Karola Krysińskiego i Józefa Ruckiego często widział stare gładkolufowe karabiny austriackie. Choć w innych oddziałach mogła być broń pochodząca z innych krajów. Do powstańców trafiała też stara gładkolufowa broń wojskowa z zamkami skałkowymi, którą przerabiano potem na zamki kapiszonowe. Często na wyposażeniu tyralierów była broń myśliwska, czyli dubeltówki i pojedynki. W przypadku broni myśliwskiej czasem domowymi sposobami dorabiano dla nich bagnety, które były mocowane na stałe.